# Dorsum Cushman
Dorsum Cushman – grzbiet na powierzchni Księżyca  o długości około 80 km. Znajduje się na współrzędnych selenograficznych ☾ 1,0°N 49,0°E/1,000000 49,000000. Dorsum Cushman znajduje się na obszarze Mare Fecunditatis.
Nazwa grzbietu została nadana w 1976 roku przez Międzynarodową Unię Astronomiczną i pochodzi od Josepha Cushmana (1881-1949), amerykańskiego geologa i paleontologa.